# Cojumatlán de Régules
Cojumatlán de Régules est une municipalité située au nord-ouest de l'État de Michoacán, au Mexique. Elle doit son nom à Nicolás Régules, général et homme d'état mexicain.

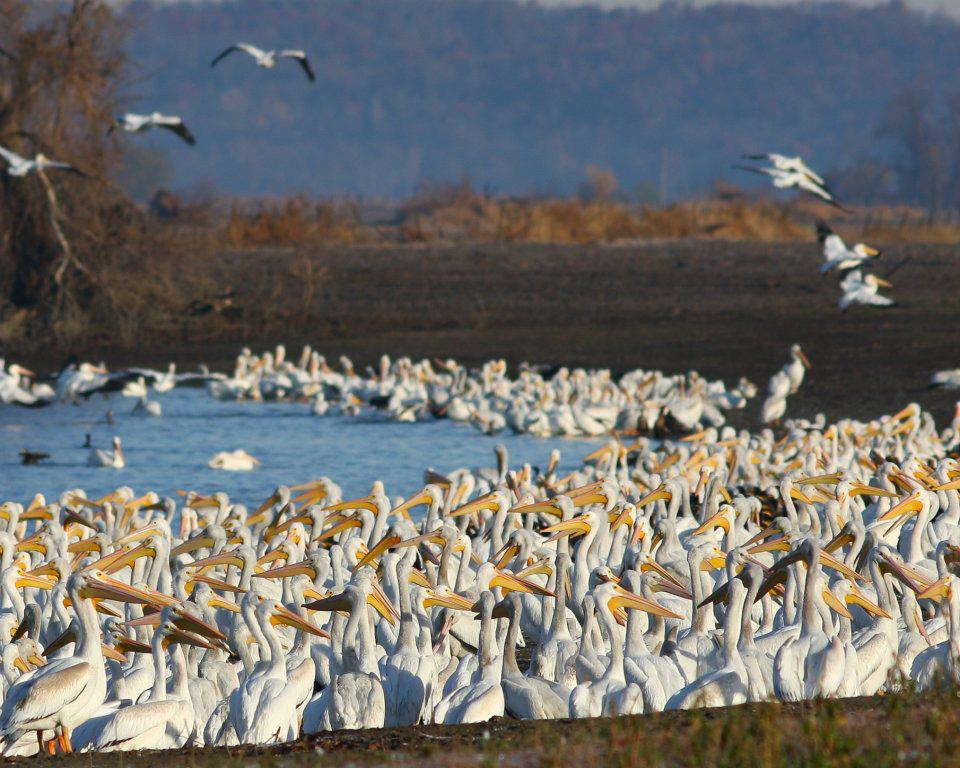
Un troupeau de pélicans blancs américains